# Trichogramma niveiscapus
Trichogramma niveiscapus is een vliesvleugelig insect uit de familie Trichogrammatidae. De wetenschappelijke naam is voor het eerst geldig gepubliceerd in 1950 door Claude Morley.